# Swertia quartiniana
Swertia quartiniana är en gentianaväxtart som beskrevs av Achille Richard. Swertia quartiniana ingår i släktet Swertia och familjen gentianaväxter. Inga underarter finns listade i Catalogue of Life.